# Ничто не вечно (роман)
«Ничто не вечно» (англ. Nothing Lasts Forever) — роман-триллер американского писателя Родерика Торпа, опубликованный в 1979 году. Является продолжением его предыдущего романа The Detective (1966). Наибольшую известность получил благодаря экранизации 1988 года — фильму Крепкий орешек (Die Hard) с Брюсом Уиллисом в главной роли.

## Сюжет
Джо Леланд, бывший детектив нью-йоркской полиции, прибывает в Лос-Анджелес накануне Рождества, чтобы навестить свою дочь Стефани, работающую в штаб-квартире нефтяной корпорации Klaxon. Во время рождественской вечеринки здание захватывают террористы под предводительством Антона «Маленького Тони» Грубера. Леланду удаётся скрыться и начать одиночную борьбу с захватчиками, чтобы спасти 74 заложников, включая свою дочь и внуков.
В ходе противостояния Леланд сталкивается с многочисленными трудностями и получает серьёзные ранения. В финале он убивает Грубера, однако тот, падая с высоты, уносит с собой Стефани. Обвиняя корпорацию Klaxon в случившемся, Леланд выбрасывает украденные террористами деньги из окна. На улице его поджидает последний террорист, Карл, который устраивает стрельбу, убивая нескольких полицейских и врача, прежде чем сам погибает от руки сержанта Пауэлла.

## Главные персонажи
- Джо Леланд — пожилой, отставной детектив, прибывший в Лос-Анджелес навестить дочь.
- Стефани Геннаро — дочь Леланда, исполнительный директор корпорации Klaxon.
- Антон «Маленький Тони» Грубер — лидер террористической группы, захватившей здание.
- Сержант Эл Пауэлл — офицер полиции Лос-Анджелеса, поддерживающий связь с Леландом.
- Дуэйн Робинсон — начальник полиции, скептически настроенный к действиям Леланда.

## Экранизация
Роман послужил основой для фильма Крепкий орешек (1988), в котором главного героя переименовали в Джона МакКлейна, а место действия перенесли в здание японской корпорации Nakatomi. Сюжет фильма был адаптирован для более широкой аудитории, с изменениями в характерах персонажей и мотивациях террористов. Несмотря на различия, многие сцены и элементы из книги были сохранены в фильме.

## Критика
Роман получил положительные отзывы критиков. Los Angeles Times охарактеризовала его как «яростную, кровавую, яркую книгу, настолько блестящую по концепции и исполнению, что её следует прочитать за один присест».

## Издания
В 2012 году, к 24-й годовщине выхода фильма, роман был переиздан в печатном виде и в формате электронной книги.